# アルザマス
座標: 北緯55度24分26秒 東経43度50分8秒 / 北緯55.40722度 東経43.83556度

アルザマス市章

アルザマス（Арзама́с, Arzamas）はロシア連邦ニジニ・ノヴゴロド州の都市。人口は10万4908人（2021年）。
オカ川の支流チョーシャ川の右岸に位置する。ニジニ・ノヴゴロド市から南に112km。モスクワから410km。

## 歴史

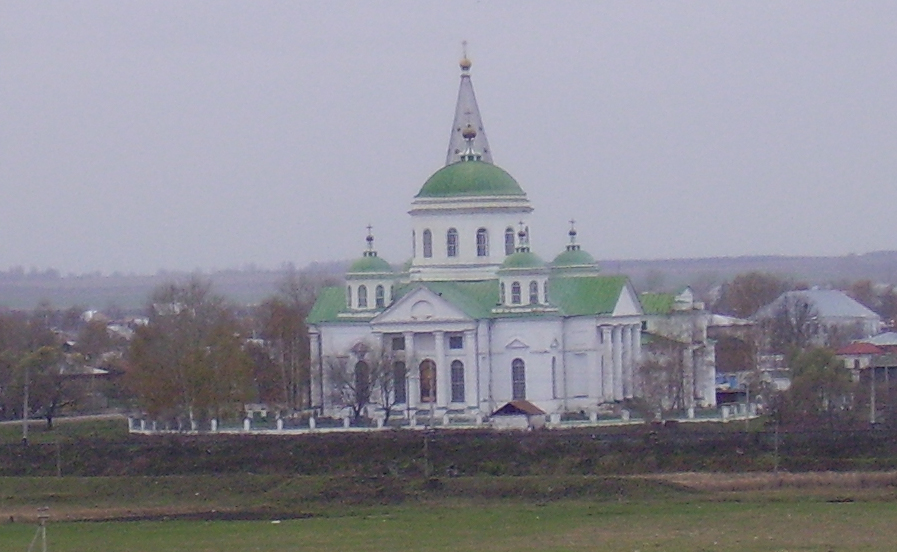
アルザマスの聖堂

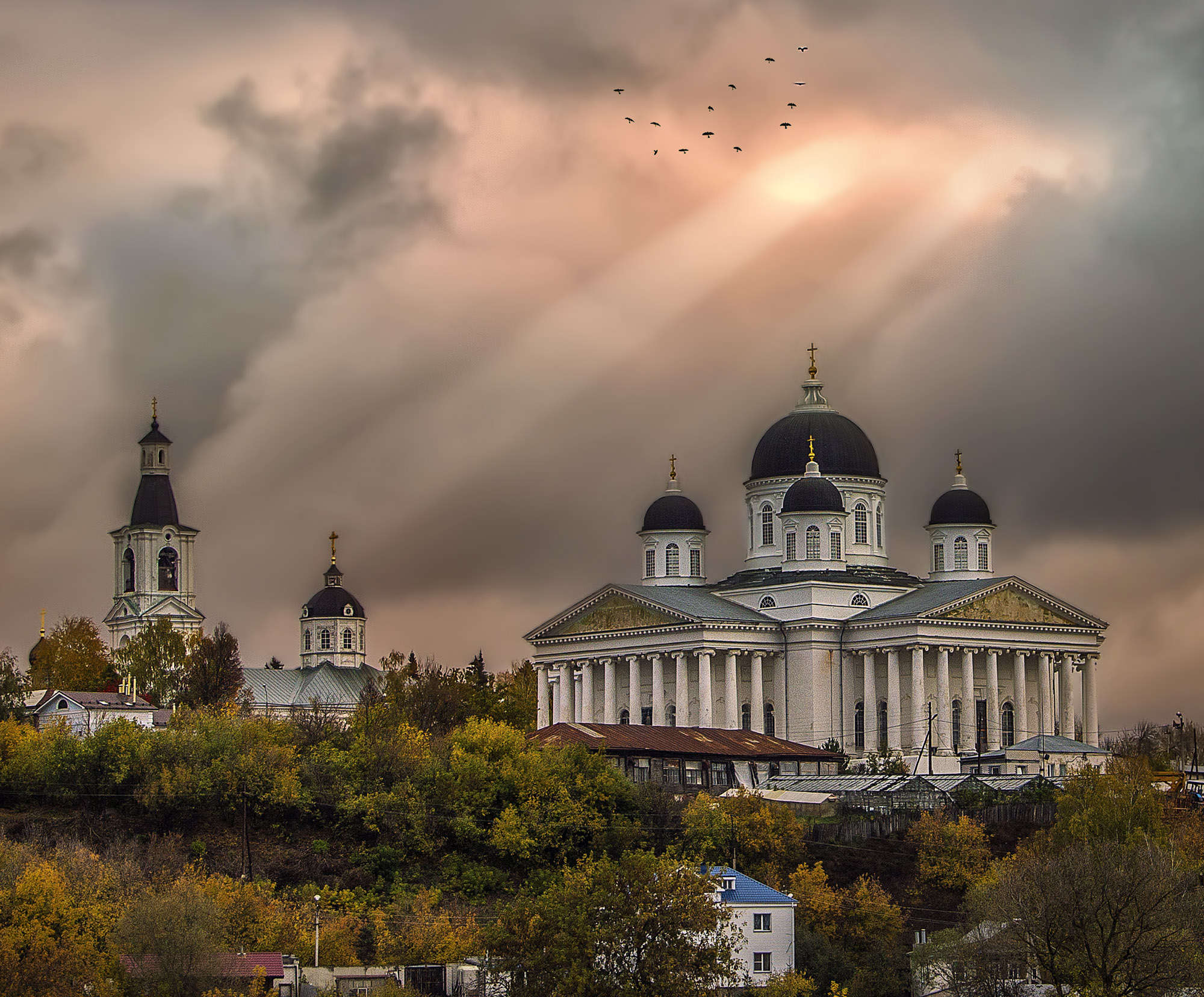
アルザマスの復活大聖堂

1578年にイヴァン4世（雷帝）によって、当時モルドヴィン人が多く住んでいた辺境のこの地に要塞が築かれた。アルザマスという地名の由来については諸説あるが、どの説もモルドヴィン人の話していたエルジャ語の単語が元になったとしている。アルザマスの要塞はロシア帝国の南東部の国境の守備に大きな役割を果たした。このことは、1781年8月16日に定められた市章に描かれた盾に象徴されている。
1719年にニジニ・ノヴゴロド県の一地方の中心都市となった。1737年の人口は7,000人に達しニジニ・ノヴゴロドにわずかに及ばない程度であった。1779年にアルザマス郡が設置され1781年に市の地位を与えられた。
17世紀以降、アルザマスはモスクワからロシア南東部の各地へ至る中継地として重要となり、商業が盛んになった。またガチョウやタマネギなど農業や畜産、革製品の製造でも知られた。
1812年の対ナポレオン戦役（祖国戦争）勝利を記念した復活大聖堂をはじめとして、19世紀前半のアルザマスには20以上の聖堂が立ち並び宗教の中心地にもなった。1954年から1957年の間、アルザマスを州都とするアルザマス州（Arzamas Oblast）が設けられたが、僅か3年でゴーリキー州（現在のニジニ・ノヴゴロド州）に再統合されている。

## 観光と工業

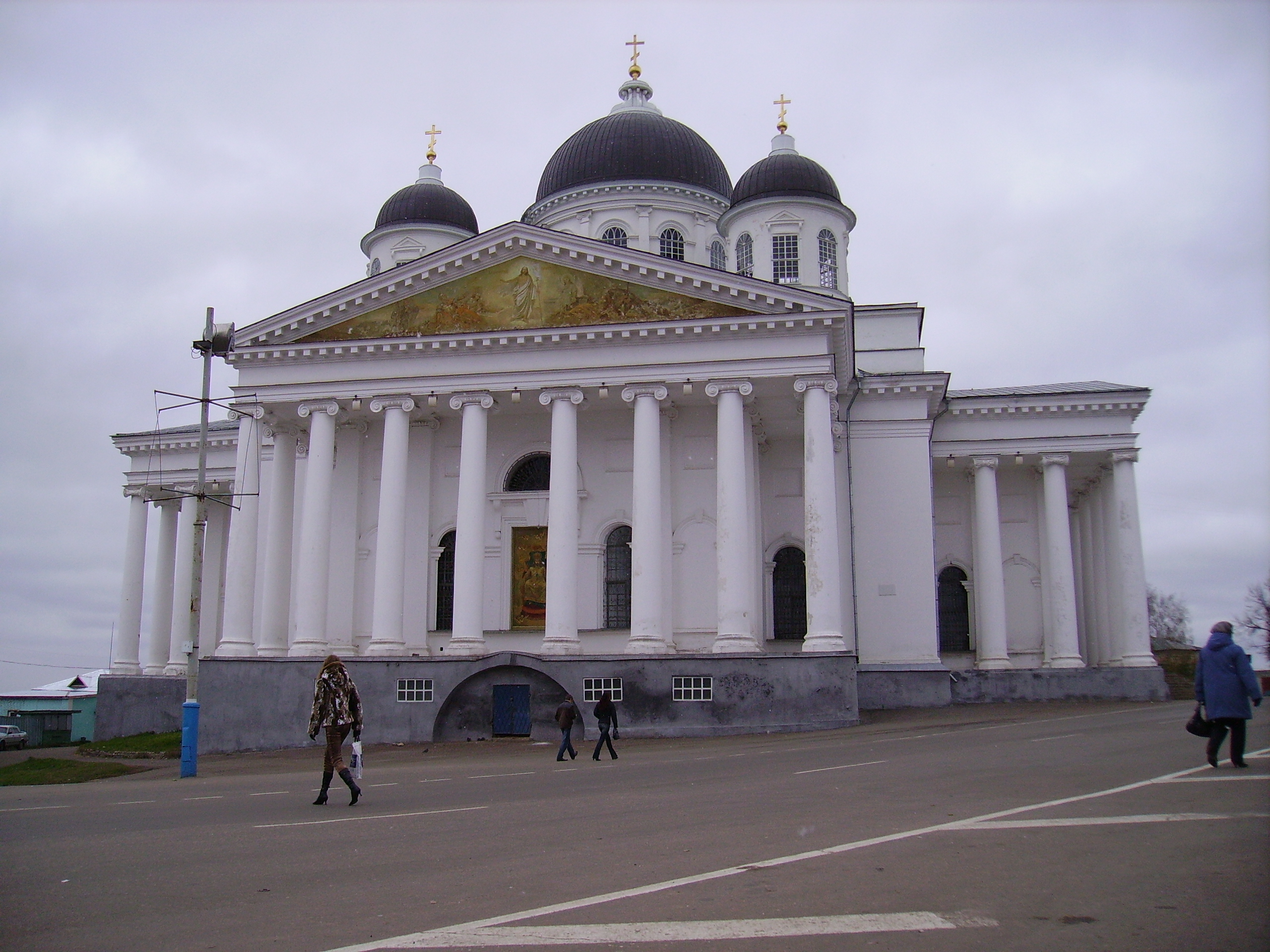
アルザマスの復活大聖堂

アルザマスには130を越える歴史的な遺物があり、ロシア連邦の歴史都市の一つとされている。
また機械工業などの盛んな場所で、アルザマス機械製造工場は軍用車や特殊車両を製造する自動車メーカーであり、現在はGAZグループの一部となっている。